# Jan-Magnus Bruheim
Jan-Magnus Bruheim, född 15 februari 1914, död 10 augusti 1988, var en norsk barnboksförfattare och poet.
1941 publicerade Bruheim sin första diktsamling Stengd dør. Fram till 1987 publicerade han totalt 18 diktsamlingar. Han publicerade även prosaböcker som Brevet til kjærleiken som han gav ut 1976. Bruheim var även verksam som barnboksförfattare och 1963 publicerade han boken Reinsbukken Kauto fra Kautokeino som översattes till engelska och samiska.
Bruheim erhöll flera priser för sina verk. Han fick Kultur- och kyrkodepartementets priser för barn- och ungdomslitteratur åtta gånger och Nynorska barnlitteraturpriset fem gånger. År 1963 var han den norska pristagaren av Doblougska priset.